# Stephan Wagner (Jurist)
Stephan Wagner (* 11. Juni 1971 in Garmisch-Partenkirchen) ist ein deutscher Jurist und Hochschullehrer an der Martin-Luther-Universität Halle-Wittenberg sowie ein ehemaliger Eishockeyspieler.

## Leben
Nach dem Abitur 1990 am Werdenfels-Gymnasium und dem Wehrdienst im Stab der 1. Gebirgsdivision studierte Wagner als Stipendiat der Bayerischen Begabtenförderung ab 1992 Rechtswissenschaften und Geschichte in Regensburg und Genf. Die Erste Juristische Staatsprüfung legte er 1997 im Freiversuch ab, 1998 folgte der Magister Artium in Geschichte. Das Referendariat am Landgericht Regensburg schloss er 2000 mit der Zweiten Juristischen Staatsprüfung ab. Hierauf folgte 2001/02 ein Studium zum Magister Juris in European and Comparative Law am St Hugh’s College in Oxford als Stipendiat des Deutschen Akademischen Austauschdiensts. 2003 promovierte er bei Hans-Jürgen Becker in Regensburg zum Dr. jur. mit einer rechtshistorischen Arbeit, die mit dem Kulturpreis Ostbayern ausgezeichnet wurde.
Ab 2002 arbeitete Wagner als Wissenschaftlicher Referent am Max-Planck-Institut für ausländisches und internationales Privatrecht in Hamburg. 2005 wechselte er in das Bayerische Staatsministerium für Wirtschaft nach München, wo er als Stellvertretender Referatsleiter tätig war. Von 2011 bis 2013 folgte ein zwischenzeitlicher Einsatz in der Rechtsabteilung der Flughafen München GmbH.
2014 kehrte Wagner als Wissenschaftlicher Assistent an die Universität Regensburg zurück, um sich 2016 bei Martin Löhnig und Anatol Dutta zu habilitieren. Dabei wurde ihm die Venia Legendi verliehen für Bürgerliches Recht, Europäisches Privat- und Wirtschaftsrecht, Gelehrtes Recht, Deutsche und Europäische Rechtsgeschichte sowie Rechtsvergleichung. Nach einer einjährigen Gastprofessur an der Freien Universität Berlin und Lehrstuhlvertretungen an der Christian-Albrechts-Universität Kiel und der Eberhard Karls Universität Tübingen ist Wagner seit 2019 an der Martin-Luther-Universität Halle-Wittenberg tätig, wo er 2020 den Ruf auf eine W3-Professur als Nachfolger von Heiner Lück annahm.

## Forschungsschwerpunkte
Seine Forschungsschwerpunkte liegen zum einen im Bereich des Schuld- und Sachenrechts in historischer und vergleichender Perspektive, im Ius commune und in der Juristischen Zeitgeschichte. Zum anderen widmet er sich den Grundlagen des Handelsrechts sowie dem Vergaberecht.

## Schriften (Auswahl)
Herausgebertätigkeit
- Mitteleuropäisches Zivilrecht – Studien und Beiträge zum ADHGB (MZR), Mohr Siebeck, Tübingen.

Bücher
- Der politische Kodex – Die Kodifikationsarbeiten auf dem Gebiet des öffentlichen Rechts in Österreich 1780–1818, Berlin 2004, ISBN 3-428-11363-2.
- Interzession naher Angehöriger – Eine Untersuchung in historischer und vergleichender Perspektive, Tübingen 2018, ISBN 3-16-155450-7.
- Das ADHGB von 1861 als gemeinsames Obligationenrecht in Mitteleuropa, Tübingen 2018, ISBN 3-16-156127-9 (herausgegeben gemeinsam mit Martin Löhnig).
- »Nichtgeborene Kinder des Liberalismus«? – Zivilgesetzgebung im Mitteleuropa der Zwischenkriegszeit, Tübingen 2018, ISBN 978-3-16-156128-3 (herausgegeben gemeinsam mit Martin Löhnig).
- Bürgerliches Recht im nachbürgerlichen Zeitalter – 100 Jahre Soziales Privatrecht in Deutschland, Frankreich und Italien, Band I: Vom Liberalen zum Sozialen Privatrecht? Der französisch-italienische Obligationenrechts-Entwurf von 1927, Frankfurt am Main 2022, ISBN 3-465-04431-2 (herausgegeben gemeinsam mit David Deroussin, Martin Löhnig und Ferdinando Mazzarella).

## Sportliche Laufbahn
Nachdem Stephan Wagner als Außenstürmer alle Nachwuchsmannschaften des SC Riessersee durchlaufen hatte, wechselte er 1992 (zu Beginn seines Studiums) in die Erste Mannschaft des EV Regensburg. Diese musste nach einem Konkurs in der Bayernliga antreten, schaffte aber 1992/93 den sofortigen Aufstieg in die Regionalliga Süd, in der sie sich in der nächsten Saison 1993/94 im Mittelfeld der Tabelle etablierte. Infolge der Einführung der DEL im Jahr 1994 und der damit verbundenen Ligenreform lief Wagner mit seiner Mannschaft ab der Saison 1994/95 in der Zweiten Liga Süd auf. In der folgenden Spielzeit 1995/96 stieß er mit dem Team in die Aufstiegsrunde zur Ersten Liga Süd vor und verfehlte den Aufstieg nur knapp. Anschließend beendete Wagner seine Laufbahn, um sich auf seine juristische Ausbildung zu konzentrieren. 2001/02 feierte er ein Come Back in der Ersten Mannschaft (Men´s Blues) des Oxford University Ice Hockey Club.